# Golderic
Golderic, potser Golderic d'Urgell, (? — 883/885) fou un religiós que ostentà el títol de bisbe d'Urgell, entre l'any 872 i l'any 883/885.
No se sap quan fou escollit bisbe però fou als voltants de l'any 872 que és quan és menciona per darrera vegada al darrer bisbe; Guisad I. No se sap quan morí i, per tant, no se sap quan deixa de ser bisbe, però fou entre 883 i 885, ja que l'any 883 és la darrera data on és mencionat i l'any 885 és la data on és menciona el següent bisbe, Ingobert.

## Mencions
És mencionat en el següent escrit:
| « | La parroquia castellerà de Castelltort, el centre militar, politic i administratiu de la Vali de Lord, la tingué primer Telemundus Nigrus, en temps de l'intrus Esclua, al qual succeí el sacerdot Gotiscle en servei del bisbe Golderic. Mes Gotiscle degué morir a Artesa, probablement en combat seguint l'host episcopal, i el succeí, per decisió del bisbe Esclua, un sacerdot procèdent d'Estamariu, a l'Alt Urgell, anomenat Argeric. Un altre sacerdot del qual coneixem la procedencia forànea es Wilgera, el primer rector de nom conegut de la parroquia de Tantallatge, procèdent de Montallà, localitat del comtat de Cerdanya. En total el document de vers 948 ens esmenta, per un période de prop de cent anys, cine bisbes i uns 34 sacerdots i clergues, dels quais figura com arxiprest tan sols Rami, successor de Bo a la parroquia principal de Castelltort, i com ardiaques el primer rector de Sisquer, que ho fou per consens de Galderic i Esclua, i el primer rector de La Mora, al servei de Nantigis | » |